# 斯維爾涅韋
48°16′57″N 30°29′38″E / 48.28250°N 30.49389°E
斯維爾涅韋（烏克蘭語：Свірневе）是烏克蘭中部的村莊，隸屬基洛夫格勒州的霍洛瓦尼夫斯克區。該村面積2.76平方公里，海拔高度175米，2001年人口926，人口密度每平方公里335.1人。